# Antonio Conde Ruiz
Antonio Rafael Conde Ruiz (Córdoba, España, 12 de mayo de 1973) es un árbitro de baloncesto español de la liga ACB. Pertenece al Comité de Árbitros de Andalucía.

## Trayectoria
Empezó a arbitrar en 1989. Ha dirigido numerosos encuentros tanto a nivel nacional como internacional. Entre otros, el colegiado andaluz ha arbitrado en diferentes ediciones del Playoff Final de la Liga Endesa y también estuvo en la final de la Copa del Rey de Vitoria 2008. 
Participó en su primer gran torneo internacional en el Mundial Femenino de Brasil 2006. Luego ha dirigido el Europeo Femenino 2009 (junto a Vicente Bultó) y en el Mundial Femenino de Turquía 2014.
Fue uno de los árbitros elegidos para participar en el EuroBasket 2017 que se celebró en Finlandia, Israel, Rumanía y Turquía .

## Temporadas
| Categoría          | País   | Año               |
| ------------------ | ------ | ----------------- |
| Categorías bases   | España | 1989 - 1992       |
| Primera autonómica | España | 1992 - 1995       |
| Segunda División   | España | 1995 - 1998       |
| Liga EBA           | España | 1998 - 2000       |
| Liga LEB           | España | 2000 - 2001       |
| Liga ACB           | España | 2001 - Actualidad |